# Virgin (Utah)
Virgin es una localidad del condado de Washington, condado de Utah, Estados Unidos. Según el censo de 2000, la población era de 394. Se encuentra a lo largo del río Virgin, del que toma el nombre, no lejos del parque nacional de Zion (Zion National Park). Se encuentra a una altitud de unos 1.160 m. Está en la ruta de la autopista 9 de Utah (Utah Highway 9).

## Geografía
Según la oficina del censo de Estados Unidos, el municipio tiene una superficie total de 30,9 km². No tiene superficie cubierta de agua.
- Datos: Q482603
- Multimedia: Virgin, Utah / Q482603

1. ↑  Zip Data Maps, código ZIP n.º 84779.